# 1032
| 1032               |
| ------------------ |
| Dødsfald - Fødsler |
|                    |

| Gregoriansk kalender | 1032 MXXXII             |
| Ab urbe condita      | 1785                    |
| Armensk kalender     | 481 ԹՎ ՆՁԱ              |
| Kinesiske kalender   | 3728 – 3729 辛未 – 壬申 |
| Etiopisk kalender    | 1024 – 1025             |
| Jødisk kalender      | 4792 – 4793             |
| Hindukalendere       |                         |
| - Vikram Samvat      | 1087 – 1088             |
| - Shaka Samvat       | 954 – 955               |
| - Kali Yuga          | 4133 – 4134             |
| Iransk kalender      | 410 – 411               |
| Islamisk kalender    | 423 – 424               |

Konge i Danmark: Knud den Store 1019-1035
Se også 1032 (tal)

## Begivenheder
- 2. februar - Konrad 2. (Tysk-romerske rige) bliver konge af Burgund